# Preignan
Preignan este o comună în departamentul Gers din sudul Franței. În 2009 avea o populație de 1.235 de locuitori.

## Geografie și demografie
Preignan este o comună rurală situată în departamentul Gers, regiunea Occitanie, în sud‑vestul Franței. Se află la aproximativ 8–10 km nord de Auch, pe ambele părți ale râului Gers, de-a lungul drumului național N21.
Coordonate: ~43,712°N, 0,634°E  
Suprafață: 10,67 km²; altitudine între 112 m și 197 m.
Populație: aproximativ 1 217 (2022) – în creștere (de la ~183 loc. în 1968). 

## Istorie și toponimie
Depășește mileniul, cu urme ale unei vile gallo-romane din secolele I‑V d.Hr., localizată în zona "La Pastissé", deasupra fundului văii.
Numele „Preignan” (Prenhan în gascon) pare derivat din nume latine precum Prineus, Premius sau Priscus.
În Evul Mediu s-a dezvoltat un sat fortificat, cu un castel al cărui vestigii (turn, ziduri, șanț) încă se văd.
Biserica Saint‑Étienne a fost ridicată peste baza romană (probabil în sec. XII), remodelată ulterior (sec. XVI+), păstrând elemente romane și un retablo baroc.
La marginea nordică se afla satul Gaudoux, fief medieval, unit administrativ cu Preignan în 1821.

## Patrimoniu cultural
- Vestigiile castelului medieval (privat), cu ziduri și turn vizibile.
- Chartreuse du Pastissé, reședința generalului Jean‑Joseph Dessolles (1767–1828), mană fleră religioasă și istorică.
- Biserica Saint‑Étienne, cu retablou restaurat și mozaic roman integrat.
- Moulin‑digue Rambert pe Gers și fosta eglise de Gaudoux cu clopotniță arcade.
- Zona găzduiește diverse artefacte (mozaic, piese arheologice) evidențiate în săpături recente.

## Infrastructură și economie
Comuna include două zone industrial‑artizanale.
Orientare economică mixtă: agricultură (cereale, oleoproteaginoase – fiind în Haut‑Armagnac), comerț, construcții, servicii și turism rural.
Face parte din Comunitatea de aglomerație Grand Auch Cœur de Gascogne.

## Mediu și climat
Clima este oceanică, tipică zonei, cu precipitații regulate și temperaturi moderate.
Zona include o ZNIEFF („prairies et mares de bord de l’Arçon”), importantă din punct de vedere ecologic.
Riscuri naturale: potențial de inundații, expunere la retracție/expansiune a argilelor, și alunecări de teren — recensate periodic ca evenimente de calamitate.

## Relații internaționale
Înrudire (jumelage) cu Corral de Calatrava (Castilla‑La Mancha, Spania) din 1997 și cu Vic‑Fezensac (Gers) din 2009.

## Evoluția populației
| An        | 1975 | 1982 | 1990 | 1999 | 2006  | 2009  |
| --------- | ---- | ---- | ---- | ---- | ----- | ----- |
| Populație | 312  | 499  | 793  | 961  | 1.015 | 1.235 |